# Distretto di Akseki
Il distretto di Akseki (in turco Akseki ilçesi) è uno dei distretti della provincia di Adalia, in Turchia.